# Provincia di Phrae
La provincia di Phrae si trova in Thailandia e fa parte del gruppo regionale della Thailandia del Nord. Si estende per 6.539 km², ha 437 350 abitanti (2020) e il capoluogo è il distretto di Mueang Phrae, dove si trova la città principale Phrae.

## Geografia antropica

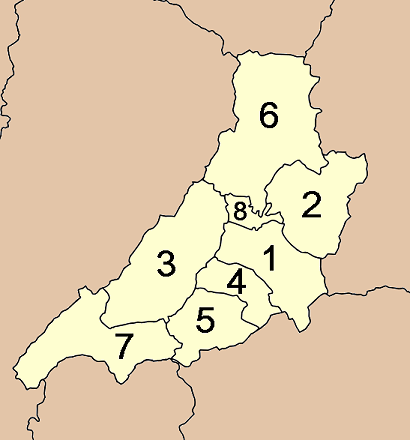
Mappa dei distretti

La provincia è divisa in 8 distretti (amphoe), che a loro volta si suddividono in 78 sottodistretti (tambon) e 645 villaggi (muban).
1. Mueang Phrae
2. Rong Kwang
3. Long
4. Sung Men
5. Den Chai
6. Song
7. Wang Chin
8. Nong Muang Khai

### Amministrazioni comunali
In provincia non vi sono comuni con lo status di città maggiore (thesaban nakhon), l'unico che ha lo status di città minore (thesaban mueang) è Phrae con i suoi 14 881 residenti (2020). La più popolata tra le municipalità di sottodistretto (thesaban tambon) è Rong Kwang, con 12 455 residenti.